# Dsungaripteridae
Famille
Genres de rang inférieur
- † Banguela[1]
- † Domeykodactylus
- † Dsungaripterus
- † Herbstosaurus
- † Lonchognathosaurus
- † Noripterus
- † Puntanipterus
- † Tendaguripterus

Les Dsungaripteridae sont une famille fossile de ptérosaures au sein de la super-famille des Ornithocheiroidea.

## Définitions
En 1964, Yang Zhongjian a créé cette famille pour accueillir le genre Dsungaripterus. Plus tard, le genre Noripterus a été affecté à la famille.                          
En 2003, Alexander Kellner a donné la définition exacte du clade comme « étant composé du dernier ancêtre commun de Dsungaripterus, Noripterus et « Phobetor », et de tous ses descendants ». Il indique comme synapomorphies les six caractéristiques suivantes : une orbite relativement petite, qui est placée en haut du crâne ; une ouverture sous l'orbite ; une crête haute à travers le museau, qui commence devant l'ouverture nasale et se termine derrière les orbites ; le maxillaire s'étend vers le bas et vers l'arrière ; l'absence de dents dans la première partie des mâchoires ; les dents à l'arrière de la mâchoire supérieure sont les plus grosses ; les dents ont une large base ovale. Kellner a souligné que tous les membres du groupe, à l'exception de Dsungaripterus lui-même, étaient connus à partir de restes fragmentaires, de sorte que seule la dernière caractéristique pouvait être établie avec certitude chez tous les membres.
Aussi, Domeykodactylus et Longchognathosaurus ont été assignés au groupe. Ce sont des animaux de taille moyenne adaptés à manger des créatures à coquilles dures, qu'ils broient avec leurs dents plates.
La même année, David Unwin a donné une définition légèrement différente : le « dernier ancêtre commun de Dsungaripterus weii et Noripterus complicidens, et tous ses descendants ».

## Répartition stratigraphique
Les Dsungaripteridae connus sont connus du Jurassique supérieur au Crétacé inférieur (Hauterivien). Le groupe appartient au Dsungaripteroidea selon Unwin et est vraisemblablement relativement proche des Azhdarchoidea. Selon Unwin, Germanodactylus est le groupe frère du clade. Selon une analyse de Brian Andres de 2008, les Dsungaripteridae sont étroitement liés aux Tapejaridae, ce qui en fait un membre des Azhdarchoidea.
Les premiers fossiles connus attribués à ce groupe proviennent du Chili du Crétacé inférieur, appartenant à l'espèce Domeykodactylus ceciliae. La dernière espèce connue de dsungaripteroidé est Lonchognathosaurus acutirostris, de la Formation de Lianmuqin d'âge Albien (Crétacé inférieur) du Xinjiang, en Chine, il y a environ 112 millions d'années.

## Classification
Andres, Clark et Xu ont réalisé en 2014 une étude étude phylogénétique conduisant au cladogramme ci-dessous des Dsungaripteromorpha :
|                  | Noripterus                                                         |
|                  |                                                                    |
| Dsungaripterinae | \| \| Domeykodactylus \| \| \| \| \| \| Dsungaripterus \| \| \| \| |
|                  | \| \| Domeykodactylus \| \| \| \| \| \| Dsungaripterus \| \| \| \| |
|                  | Domeykodactylus                                                    |
|                  |                                                                    |
|                  | Dsungaripterus                                                     |
|                  |                                                                    |

|  | Domeykodactylus |
|  |                 |
|  | Dsungaripterus  |
|  |                 |

|                  | Noripterus                                                         |
|                  |                                                                    |
| Dsungaripterinae | \| \| Domeykodactylus \| \| \| \| \| \| Dsungaripterus \| \| \| \| |
|                  | \| \| Domeykodactylus \| \| \| \| \| \| Dsungaripterus \| \| \| \| |
|                  | Domeykodactylus                                                    |
|                  |                                                                    |
|                  | Dsungaripterus                                                     |
|                  |                                                                    |

|  | Domeykodactylus |
|  |                 |
|  | Dsungaripterus  |
|  |                 |